# Askatasuna (partido político)
Askatasuna (Libertad en euskera) fue un partido político español de ideología nacionalista e independentista vasca, inscrito el 31 de agosto de 1998 en el registro de partidos políticos del Ministerio del Interior, con sede en Bilbao. El 18 de febrero de 2009 fue suspendido de actividades por la Audiencia Nacional en aplicación de la Ley de Partidos.

## Historia
En 1998, año en que Askatasuna se registró como partido político, ocurrieron varios hechos destacables en torno a la izquierda independentista vasca: la Mesa Nacional de Herri Batasuna fue encarcelada, se firmó el Pacto de Estella, ETA decretó una tregua indefinida y la coalición electoral Euskal Herritarrok se presentó a las elecciones autonómicas de octubre.
Tres años después, en mayo de 2001, con una coyuntura diferente ya que ETA había vuelto a cometer atentados mortales, Askatasuna se presentó por primera vez a las elecciones autonómicas del País Vasco en los tres territorios que conforman dicha comunidad autónoma, siendo su cabeza de lista por Guipúzcoa Jokin Aranalde Olaondo, encausado posteriormente en 2002 por colaboración con banda terrorista y a fecha de 2009 fugado de la justicia. Aunque compitió con Euskal Herritarrok en el mismo espectro político, Askatasuna apenas hizo campaña y obtuvo un porcentaje de voto muy exiguo (0,05%).
Un mes más tarde, en junio de 2001, las bases de Euskal Herritarrok y Herri Batasuna se refundaron en un nuevo partido político llamado Batasuna, que en marzo de 2003 fue proscrito por el Tribunal Supremo de acuerdo a una nueva ley de partidos políticos, que permitía la ilegalización de aquellas formaciones políticas que atentaran contra el régimen democrático de libertades, o apoyaran políticamente la violencia y las actividades de las bandas terroristas.
Tras la ilegalización de Batasuna, Askatasuna siguió figurando en el registro de partidos políticos y era a todos los efectos una formación política legal, aunque desde 2001 no había tenido actividad alguna. Ello llevó a que algunos analistas políticos y medios de comunicación sugirieran que Askatasuna estaba siendo guardada como una marca política legal que eventualmente podría utilizar Batasuna para presentarse en el futuro. A mediados de enero de 2009 la prensa se hizo eco de que Askatasuna había registrado en la junta electoral vasca a un representante general y un administrador de candidatura para poder participar en las elecciones al Parlamento Vasco de 2009 por lo que el Partido Popular pidió que se vigilara si dicho partido podía ser una nueva marca electoral de Batasuna, al haber estado inactivo durante 11 años de 1998.
Poco después se anunció que la Fiscalía General del Estado ya preparaba la impugnación de las listas de Askatasuna y de Demokrazia Hiru Milioi (D3M) por su relación con Batasuna y ETA, ya que en anteriores comicios presentaron en sus listas a presuntos colaboradores de ETA o en listas de formaciones ya ilegalizadas, como Herri Batasuna o Euskal Herritarrok. Según las investigaciones policiales tanto D3M y Askatasuna tendrían vínculos claros con Batasuna, lo que llevaría a que ambas listas fueran ilegalizadas de cara a las elecciones. El 8 de febrero de 2009 el Tribunal Supremo decidió anular las candidaturas a las elecciones al Parlamento Vasco de 2009 de D3M y de Askatasuna al considerar que ambas son «una ideación del entramado ETA/Batasuna». Finalmente el Tribunal Constitucional ratificó la sentencia.
El 11 de junio de 2012, la Audiencia Nacional absolvió a los promotores de Askatasuna al considerar que su actividad no implicaba "una conexión directa" con las finalidades de la organización terrorista ETA. La sentencia reconocía que Askatasuna "vino a suceder" a Herri Batasuna, Euskal Herritarrok y Batasuna, y que por ello "tenían que ser conscientes de su contribución a la sucesión de los partidos ilegalizados"; pero que "no se ha acreditado que los acusados, de una forma consciente y deliberada, actuasen en apoyo de la organización terrorista ETA", sino que ejercieron "los derechos políticos de participación de los que son sus titulares y de cuyo ejercicio no han sido suspendidos o inhabilitados".